# Foras Feasa ar Éirinn
Foras Feasa ar Éirinn – literalmente 'Fundación del conocimiento sobre Irlanda', comúnmente conocida en inglés como 'La historia de Irlanda'  - es una historia narrativa de Irlanda escrita en irlandés moderno por Geoffrey Keating, y completada c. 1634
 .

## Descripción general
Comienza con un prefacio en el que Keating defiende el honor de Irlanda frente a los escritos denigrantes de autores como Giraldus Cambrensis, seguido de una historia narrativa en dos partes: la primera parte, desde la creación del mundo hasta la llegada del cristianismo a la isla en el siglo V, y la segunda parte, desde el siglo V hasta la llegada de los normandos durante el siglo XII. 
Irlanda es descrita como un reino unitario y autónomo de gran antigüedad. La primera parte de la obra es en gran medida mítica y describe la historia de Irlanda como una sucesión de invasiones y asentamientos, basándose en gran medida en textos medievales como el Lebor Gabála Érenn, los Dindsenchas, genealogías reales e historias de reyes heroicos. La última parte muestra a los normandos como los últimos colonos de esta serie. Keating, un sacerdote católico de ascendencia hiberno-normanda, reconoce tanto a los irlandeses de ascendencia gaélica como a los de ascendencia normanda el desarrollo de la nación,  y enfatizó el papel de la Iglesia como factor unificador en la cultura irlandesa .
La obra fue extremadamente popular, conservándose en una gran cantidad de manuscritos, y su estilo en prosa se convirtió en el estándar seguido por generaciones de escritores en irlandés. Se ha dicho que tuvo "una influencia en la lengua y la literatura irlandesas tan significativa como el papel de Shakespeare en relación con el inglés".
La obra, no obstante, fue criticada duramente por algunos, como Sir Richard Cox (1650-1733), un abogado protestante de ascendencia inglesa, que lo describió en la década de 1680 como "un montón mal digerido de ficciones muy tontas". Los eruditos modernos consideran que la obra en el contexto de la tendencia del humanismo renacentista, con Keating basándose en fuentes irlandesas antiguas, cuya autoridad defiende, proporciona "una leyenda del origen de la Irlanda católica Contrarreformista ".

## Ediciones y traducción
- Para obtener una lista más completa de traducciones y ediciones, consulte:«The History of Ireland», Corpus of Electronic Texts (CELT).

- Keating, Geoffrey (1723),  O'Connor, Dermod, ed., The General History of Ireland .. (en inglés).
- Keating, Geoffrey (1857),  O'Mahony, John, ed., The History of Ireland .. (en inglés), New York, P. M. Haverty.
- Keating, Geoffrey (1857), The History of Ireland by Geoffrey Keating DD (en irish, en). 
  - Comyn, David, ed. (1902), «1. The Introduction and the First Book of the History», Irish Texts Society 4.
  - Comyn, David, ed. (1908), «2. The First Book of the History from Sect. XV to the end», Irish Texts Society 8.
  - Dinneen, Patrick S., ed. (1908), «3. The Second Book of the History», Irish Texts Society 9.
  - Dinneen, Patrick S., ed. (1914), «4. The Genealogies and Synchronisms with an Index», Irish Texts Society 15.

### Manuscritos
- «Foras Feasa ar Éirinn (UCD Franciscan MS A14)», Irish Script On Screen (ISOS) (en irish).

- Datos: Q1436595